# Turn-Weltmeisterschaften 1922
Die 7. Turn-Weltmeisterschaften fanden 1922 in Ljubljana, Jugoslawien statt.

## Ergebnisse

### Mehrkampf
| Rang | Athlet             |
| ---- | ------------------ |
| 1.   | Peter Sumi         |
| 1.   | Frantisek Pecharek |
| 3.   | Stane Derganc      |

### Mannschaft
| Rang | Team             |
| ---- | ---------------- |
| 1.   | Tschechoslowakei |
| 2.   | Jugoslawien      |
| 3.   | Frankreich       |

### Reck
| Rang | Athlet           |
| ---- | ---------------- |
| 1.   | Leon Štukelj     |
| 1.   | Peter Sumi       |
| 1.   | Miroslav Klinger |

### Barren
| Rang | Athlet            |
| ---- | ----------------- |
| 1.   | Leon Štukelj      |
| 2.   | Stanislav Indruch |
| 2.   | Stane Derganc     |
| 2.   | Miroslav Klinger  |
| 2.   | Vladimir Simoncic |
| 2.   | Stane Vidmar      |

### Pauschenpferd
| Rang | Athlet            |
| ---- | ----------------- |
| 1.   | Miroslav Klinger  |
| 2.   | Stanislav Indruch |
| 2.   | Leon Štukelj      |
| 2.   | Peter Sumi        |

### Ringe
| Rang | Athlet          |
| ---- | --------------- |
| 1.   | Leon Štukelj    |
| 1.   | Laurent Karasek |
| 1.   | Josef Maly      |
| 1.   | Peter Sumi      |

## Medaillenspiegel
| Rang | Land             |   |   |   | total |
| ---- | ---------------- | - | - | - | ----- |
| 1    | Jugoslawien      | 6 | 6 | 1 | 13    |
| 2    | Tschechoslowakei | 6 | 3 | - | 9     |
| 3    | Frankreich       | - | - | 1 | 1     |